# Liste von Nationalparks in Nicaragua
Dies stellt eine Übersicht von Nationalparks in Nicaragua dar:
- Nationalpark Saslaya (* 1971)
- Nationalpark Vulkan Masaya (* 1979)
- Nationalpark Archipel Zapatera (* 1983)

Weitere Schutzgebiete
- Reserva de Bosawás
- Refugio de Vida Sivestre Los Guatuzos
- Reserva Biológica Indio Maíz
- Parque Natural Volcán Mombacho
- Isla Juan Venado
- Reserva Natural Chocoyero-El Brujo